# 歧伞獐牙菜
歧伞獐牙菜（学名：Swertia dichotoma）为龙胆科獐牙菜属下的一个种。

## 扩展阅读
- 維基物種上的相關：歧伞獐牙菜